# The Ghost Writer
The Ghost Writer (The Ghost en Reino Unido, El escritor en España, El escritor fantasma en México y República Dominicana, y El escritor oculto en el resto de Hispanoamérica) es una película franco-germana-británica estrenada en 2010 basada en la novela The Ghost de Robert Harris. Está dirigida por Roman Polanski y protagonizada por Pierce Brosnan y Ewan McGregor. Se desarrolla alrededor de la historia de un escritor fantasma al que encargan redactar las memorias del ex primer ministro británico. Se ha señalado que Lang estuvo inspirado en Tony Blair y en la trama se tocan temas como la guerra de Irak, la guerra contra el terrorismo y la estrecha relación del Reino Unido con los Estados Unidos.
La cinta obtuvo 56 nominaciones y 33, galardones entre los que destacan el Oso de Plata concedido a Polanski, cuatro Premios César, seis Premios del Cine Europeo, el Premio Kinema Jumpō a mejor película extranjera y el Premio FIPRESCI del Festival de San Sebastián.

## Argumento
Tras la muerte en extrañas circunstancias del escritor fantasma del ex primer ministro británico Adam Lang (Pierce Brosnan), se contrata a un reemplazo (Ewan McGregor) para ordenar y completar el manuscrito de las memorias en curso. La compensación y la relativa facilidad del trabajo cooperan a convencerlo de obviar la sospechosa muerte de su predecesor. Se dirige entonces a la residencia de Lang en la isla de Martha’s Vineyard, frente a la costa de Massachusetts. El día de la partida, sin embargo, un ministro acusa públicamente a Lang de haber autorizado el secuestro de sospechosos de terrorismo, así como de someterlos a las torturas de la CIA. Como se trata de un crimen de guerra, Lang es acusado formalmente por la Corte Penal Internacional de La Haya. Temiendo ser detenido, decide permanecer en Estados Unidos, un país que no reconoce la autoridad del tribunal.
Tras la incriminación se presenta una oleada de periodistas y manifestantes, entre ellos un veterano del ejército y padre de un soldado muerto en Irak, para sitiar a Lang en su propiedad en la isla, donde vive con su esposa Ruth (Olivia Williams) y Amelia (Kim Cattrall), su asistente personal y amante. Mientras trabaja sobre el período cuando Lang entró a la política, el escritor fantasma descubre pistas que sugieren que su predecesor fue asesinado después de descubrir un vínculo entre Lang y el profesor Paul Emmett (Tom Wilkinson), un académico que lo acompaña en una foto de sus tiempos universitarios. De él, sin embargo, sólo recibe respuestas evasivas o negativas, e insiste en una relación con el ex primer ministro que no va más allá de ser casual.
A su regreso, descubre que lo están siguiendo. Para dejar a sus perseguidores, se baja del ferry que ha abordado con el BMW que lo llevó hasta Emmet. Se refugia en un hotel, desde donde contacta al exministro que había acusado públicamente a Lang. Este le revela que estuvo en contacto con McAra, el escritor fantasma anterior, y que fue él quien le sugirió la existencia de vínculos entre la CIA y Lang. A modo de prueba, le recuerdan que, sin excepción, todas las decisiones políticas de Lang como jefe de Gobierno favorecieron a los Estados Unidos. Según McAra, esa información se encontraba oculta «al principio del manuscrito», lo que el escritor interpreta correctamente como «los años en Cambridge», donde Lang conoció a Emmett.
Para no despertar sospechas, el escritor fantasma acepta que Lang lo pase a buscar a Nueva York en su jet privado, y durante el vuelo le confiesa todo lo que sabe de sus vínculos con la CIA. Lang rechaza la acusación, pero inmediatamente después del aterrizaje es asesinado por el padre de un soldado que murió en la guerra de Irak.
Sin embargo, al escritor fantasma se le pedirá terminar el libro, pues las expectativas de venta han aumentado tras la muerte de Lang. Durante la fiesta de lanzamiento del libro, da con las claves que conducen a la solución del misterio. Paul Emmett es un agente de la CIA, y fue contratado para reclutar a Ruth Lang e introducirla a la política para luego influir en las decisiones de su esposo.
Después de pasar una nota a Ruth acerca de su descubrimiento, quien se encuentra dando una rueda de prensa, el escritor se aleja con el manuscrito en la mano. Al cruzar la calle para llamar un taxi desaparece por la derecha de la imagen, desde donde luego entra un coche a toda velocidad. Los efectos sonoros y los papeles volando indican que ha sufrido un accidente.

## Reparto
- Ewan McGregor - Escritor fantasma
- Pierce Brosnan - Adam Lang, el primer ministro
- Kim Cattrall - Amelia Bly, colaboradora y amante de Lang
- Olivia Williams - Ruth Lang, esposa de Lang
- James Belushi - John Maddox
- Tom Wilkinson - Profesor Paul Emmett
- Timothy Hutton - Sidney Kroll, abogado de Lang
- Eli Wallach - Anciano en Martha’s Vineyard
- Robert Pugh - Richard Rycart, exministro del exterior de Reino Unido

## Producción
Al igual que en la novela, Adam Lang es el vivo retrato de Tony Blair. La periodista Barbara Plett, en el análisis sobre la película fechado en 2010 para BBC, señala que el personaje «estuvo inspirado en Tony Blair [...] Además, el fantasma de Blair persigue al ficticio Lang, tanto en las referencias a la guerra de Irak como a la guerra contra el terrorismo y la estrecha relación con Estados Unidos». Si bien en la película se acusa a Lang de crímenes de lesa humanidad, por entregar a ciudadanos británicos a la CIA para luego ser luego torturados, Plett cree que es poco probable que tal cosa fuera considerada como tal por la Corte Penal Internacional, ya que los actos no fueron «cometidos como parte de una política a gran escala».
En el proceso de casting cabe resaltar que los actores que interpretan a Richard Rycart —exsecretario de Relaciones Exteriores— y a la secretaria de Estado de Estados Unidos se parecen físicamente a sus homólogos en la vida real: Robin Cook y Condoleezza Rice, respectivamente. Y, al igual que en la película, Cook tenía fuertes diferencias con la gestión de Blair en materia de política exterior.

## Recepción
La película obtiene valoraciones positivas en los portales de información cinematográfica y entre la crítica especializada. En IMDb, computadas 162.654 valoraciones, tiene una puntuación media de 7,2 sobre 10. En FilmAffinity con 40.768 votos, tiene una valoración media de 6,8 sobre 10. En el agregador de críticas Rotten Tomatoes obtiene la consideración de «fresco» para el 84% de las 210 críticas profesionales evaluadas, cuyo consenso indica que «si bien puede carecer del golpe revelador de las mejores películas de Polanski, The Ghost Writer se beneficia de una dirección elegante, un guion tenso y una sólida actuación central de Ewan McGregor»,  y para el 70% de las más de 50.000 valoraciones emitidas por los usuarios del portal.
Entre las opiniones favorables se hallan la del crítico Carlos Boyero que. en el diario El País. indicó que es «un relato plagado de suspense, humor cáustico, alérgico a los tópicos, imprevisible, malicioso, con poderío visual y diálogos mordaces, en el que no sobra ni falta nada». Oti Rodríguez Marchante, en ABC, destacó que «Polanski traduce con solvencia y talento la intriga de esta historia que se retuerce de forma turbadora (...) Todos los actores comprenden sus personajes y los interpretan notablemente». Menos favorable fue Luis Martínez en el diario El Mundo, quien aseguró que la película es «un thriller'de aire “hichcockiano” con el declarado empeño de no molestar. Con pulso, pero sin alardes, (...) tan efectiva como, fuera pretensiones, bien hilada». Sergi Sánchez. en la revista Fotogramas. le concedió 4 estrellas de 5 y concluyó su análisis diciendo que «es una película sobre el aislamiento. En sus planos no hay ninguna diferencia entre el interior y el exterior: la playa inhóspita y el mar de invierno que se recortan en los ventanales de la casa de Adam Lang carecen de profundidad de campo, son trampantojos ilusorios que se ponen al mismo nivel que la fría decoración de esa mansión que es también una cárcel».
Pablo O. Scholz, en Clarín, destacó que «Polanski echa mano a la violencia psicológica más que a la física. No, no estamos ante una obra maestra como Repulsión, pero a sus 76 años el director de El bebé de Rosemary mantiene buen pulso a la hora de aprisionar a su público durante poco más de dos horas». Fernando López, en el diario La Nación, destacó: «Polanski (...) evita los clichés y administra el suspenso con mano firme hasta el final. Concreta así un relato apasionante». El crítico Roger Ebert, para Chicago Sun-Times, le otorgó 4 sobre 4 destacando que la película es «atractiva, fluida y convincente (...) Polanski, a sus 76 años, recuerda a los directores del pasado que destacaron por su artesanía, no por sus trucos». David Denby, para la revista The New Yorker, afirmó que es «un thriller político extraordinariamente preciso y bien realizado; lo mejor que ha hecho Polanski desde los setenta». Ann Hornaday, en The Washington Post, le concedió una valoración de 3 sobre 4, destacando: «Polanski invita a los espectadores a sentarse y disfrutar de un trayecto cuyas sinuosas curvas controla con una suprema seguridad y habilidad».